# Bonaventure de Sienne
Bonaventure de Sienne (en italien Bonaventura da Siena) est un notaire, copiste et traducteur italien actif à la cour d'Alphonse X de Castille à Séville dans les années 1260.

## Identification et œuvre
Il est situé historiquement par seulement deux documents : le premier de mai 1264 qui le qualifie de « notarius atque scriba domini regis » ; le second du 10 mai 1266, qui est l'acte par lequel l'infant Ferdinand de la Cerda désigne Henri le Toscan (autre Italien de la cour) et Juan Martínez, évêque élu de Cadix, comme ses procureurs pour son contrat de mariage avec la princesse Blanche de France (clausule de l'acte : « Datum Sibiliæ... mensis maii... 1266. Bonaventura de Senis per alium scribi fecit »).
Dix-huit ans plus tard, dans un document du 18 janvier 1284, le roi Pierre III d'Aragon élève à la dignité de familier (« familiarem nostrum ») un certain Filippo Bonaventura da Siena qu'on suppose être le fils du précédent.
Bonaventure de Sienne est resté dans l'histoire culturelle comme traducteur d'un Kitâb al-Mi‘râj, Livre de l'Ascension (de Mahomet), récit de l'épisode du « voyage nocturne » du prophète. Le roi Alphonse X fit en fait traduire le texte arabe en castillan par Abraham Alfaquín, médecin juif de la cour, puis fit traduire cette version castillane en latin et en ancien français par son secrétaire Bonaventure. La version castillane étant perdue (sauf un résumé de la fin du XIIIe siècle), il reste le texte latin, intitulé Liber Scalæ Machometi (conservé dans deux manuscrits, Paris. lat. 6064 et Vatic. lat. 4072), et le texte en ancien français, intitulé le Livre de l'Eschiele Machomet (ce dernier conservé dans un seul manuscrit d'Oxford, Bodl. Laud Misc. 537).
Faussement considéré par les Occidentaux comme un livre sacré de l'islam (alors que c'est une œuvre de piété populaire), le Liber Scalæ Machometi fut rangé dans la Collectio Toletana, ensemble de traductions latines de textes religieux musulmans réalisées pour Pierre le Vénérable par Robert de Ketton et Hermann le Dalmate (dont la première traduction latine du Coran). C'est ainsi que le texte apparaît dans le manuscrit Vatic. lat. 4072 (qui date du temps des papes d'Avignon), alors que le Vatic. lat. 4071 contient la Collectio Toletana sans le Liber Scalæ.
Une question historico-littéraire fort débattue autour de ces traductions a été de savoir si Dante les connaissait, et donc si le Kitâb al-Mi‘râj musulman a exercé une influence sur la Divine Comédie.

## Éditions
- Gisèle Besson et Michèle Brossard-Dandré (éd., trad.), Le Livre de l'Échelle de Mahomet / Liber Scale Machometi (texte latin et traduction en français moderne), coll. Lettres gothiques, Le Livre de poche, Paris, 1991.
- M. José Muñoz Sendino (éd.), La Escala de Mahoma. Traducción del árabe al castellano, latín y francés, ordenado por Alfonso X el Sabio, Madrid, 1949.
- Peter Wunderli (éd.), Le Livre de l'Eschiele Machomet. Die französische Fassung einer alfonsischen Übersetzung, Romanica Helvetica 77, Berne, Francke, 1968.